# Gen-ichi Koidzumi

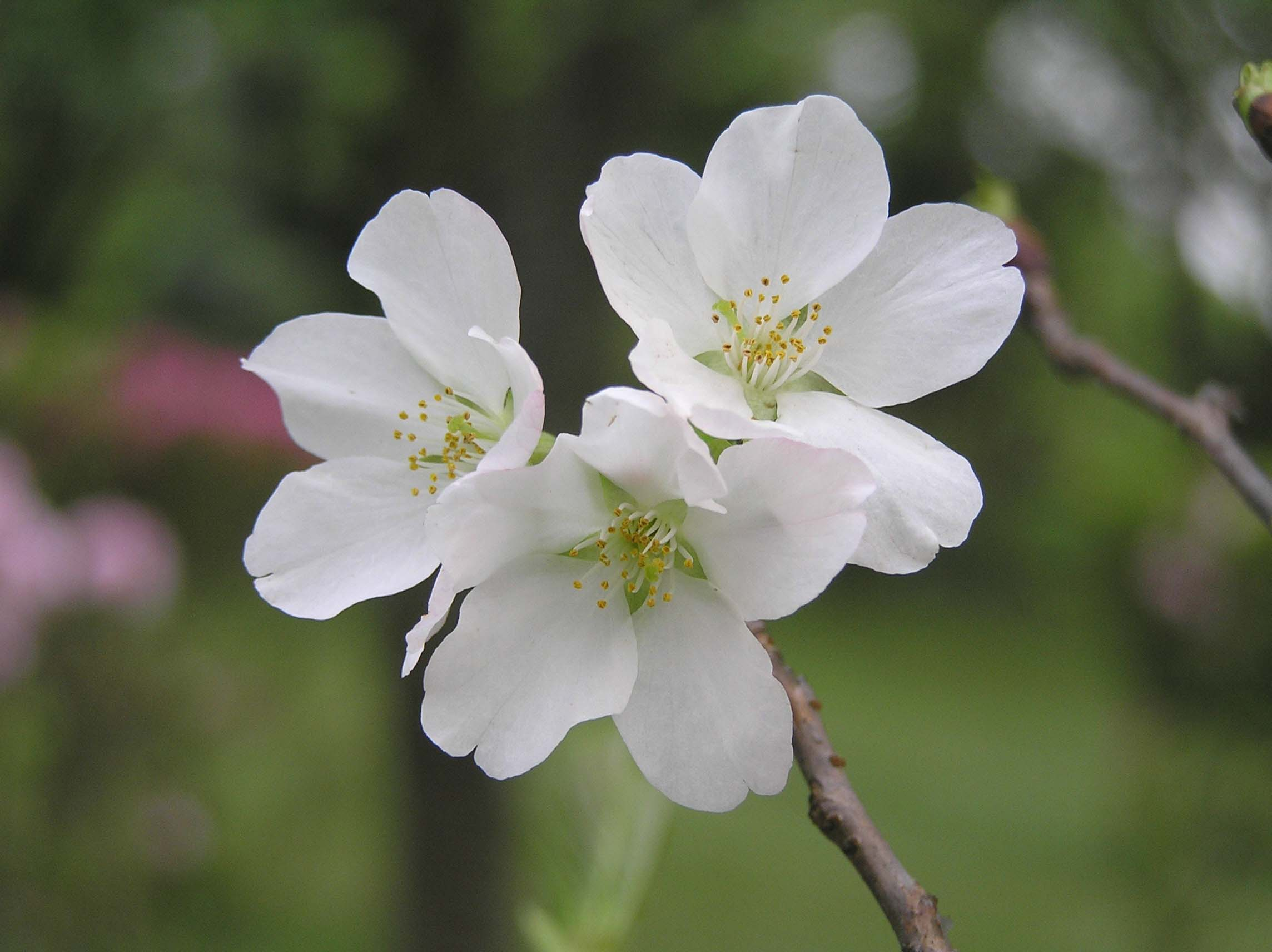
De Prunus speciosa (Koidz.) Nakai, een van de vele bloesems in de literatuur van Koidzumi.

Gen-ichi Koidzumi (小泉 源一, Koizumi Gen'ichi, 1 november 1883 – 21 december 1953) was een Japans botanicus bekend om zijn taxonomische werk.. Hij is de auteur van verschillende artikelen en monografieën over plantengeografie, waaronder werk over de rozenfamilie (Rosaceae), esdoornfamilie (Aceraceae), moerbeien (het geslacht Morus) en vele andere planten. Zijn naam wordt soms getranscribeerd als Gen'ichi of Gen-Iti, of als Koizumi. De standaard afkorting Koidz. wordt gebruikt bij het citeren van botanische namen om aan te geven dat Koidzumi de auteur was.

## Gepubliceerde werken
- 1956. Plants of Jaluit Island (rapport Pacific survey / US Army, Corps of Engineers, Far East)
- 1952. De Big Button Palm die de ivoren noot produceert ([Reports] - USGS, Pacific Geological Surveys)
- 1930.Florae Symbolae Orientali-Asiaticae sive Contributions to the Knowledge of the Flora of Eastern Asia, Kyoto, Japan., 115 blz.
- 1928. Plantae Novae Amami-Ohsimensis nec non Insularum aangrenzende: 1 Fytogeografische aantekeningen over de flora van de Loochoo-archipel. 2 Beschrijving van nieuwe soorten, 19 blz.